# Dioscoride de Naples
Le Dioscoride de Naples est un manuscrit enluminé daté du VIIe siècle contenant le De Materia Medica de Dioscoride. Il est conservé en 2020 à la Bibliothèque nationale de Naples.

## Historique
Le manuscrit pourrait provenir du sud de l'Italie selon certains historiens, produit dans un milieu influencé par Cassiodore, ou alors de l'exarchat de Ravenne selon d'autres. Il a été réalisé à partir d'un texte similaire à celui utilisé par le Dioscoride de Vienne un siècle plus tôt. 
À la fin du XVe siècle, le manuscrit appartient à l'érudit grec Démétrios Chalcondyle. Il le donne à son gendre Aulo Giano Parrasio qui lui-même le transmet à l'humaniste Girolamo Carbone. Lui-même le donne au début des années 1500 à son ami napolitain Antonio Seripando, frère du cardinal Girolamo Seripando. Il est déposé dans la bibliothèque du couvent des frères Augustins de Saint-Jean de Carbonara di Nola. Bernard de Montfaucon consulte le manuscrit à la fin des années 1600. En 1718, Charles VI du Saint-Empire, roi de Naples, fait transporter le manuscrit avec de nombreux autres à la bibliothèque impériale de Vienne. Il est restitué à l'Italie après la Première Guerre mondiale. après avoir été conservé à la Biblioteca Marciana de Venise entre 1919 et 1923 puis retourne à Naples le 7 juin 1923. 

## Description
Le manuscrit ne contient que la partie du texte de Dioscoride consacrée à la description des plantes médicinales. Celle-ci sont rangées par ordre alphabétique, contrairement au texte original du médecin grec. Il contient 409 miniatures de plantes sur 172 pages. Deux à trois miniatures sont peintes sur chaque page, accompagnées de plusieurs colonnes étroites de texte, cette forme s'apparentant aux rouleaux antiques. Son apparence est plus archaïque que le Dioscoride de Vienne, pourtant plus ancien d'un siècle, avec des miniatures plus frustes. Le manuscrit contient par ailleurs plusieurs erreurs dans les représentations de plantes.